# Gregorio Rosa Chávez

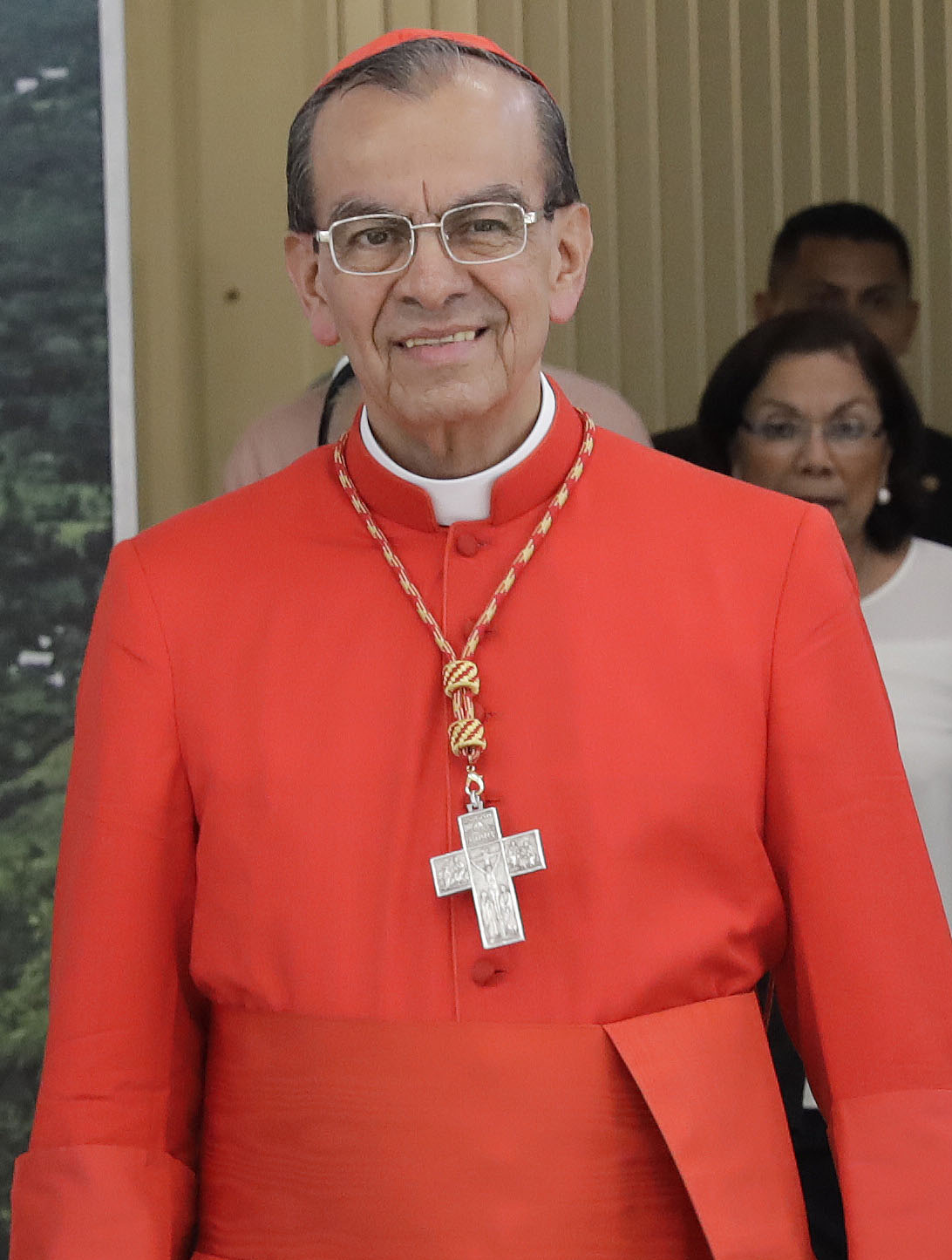
Gregorio Kardinal Rosa Chávez (2017)

Kardinalswappen

Gregorio Kardinal Rosa Chávez (* 3. September 1942 in Sociedad, Morazán) ist ein salvadorianischer Geistlicher und Theologe, emeritierter Weihbischof in San Salvador und Kardinal der römisch-katholischen Kirche.

## Leben

### Studium
Gregorio Rosa Chávez studierte am Seminario Central San José de la Montaña in San Salvador die Fächer Philosophie und Theologie sowie an der Katholieke Universiteit in Löwen das Fach Kommunikationswissenschaft.

### Priester
Am 24. Januar 1970 empfing Gregorio Rosa Chávez durch den Bischof von San Miguel, José Eduardo Álvarez Ramírez CM, das Sakrament der Priesterweihe. Von 1970 bis 1973 war er Seelsorger in San Miguel, von 1971 bis 1973 leitete er zugleich den diözesanen Rundfunksender Radio Paz und die 1915 gegründete diözesane Wochenzeitung Semanario Chaparrastique. Außerdem war er geistlicher Assistent verschiedener Verbände und Bewegungen des Laienapostolates.
Von 1977 bis 1982 war Gregorio Rosa Chávez Rektor des Seminario Central San José de la Montaña in San Salvador und Professor für Theologie. Er war zudem Mitglied des Rates der Organisation der lateinamerikanischen Seminare.

### Weihbischof in San Salvador
Am 17. Februar 1982 ernannte ihn Papst Johannes Paul II. zum Titularbischof von Mulli und zum Weihbischof in San Salvador. Der Apostolische Nuntius in El Salvador, Erzbischof Lajos Kada, spendete ihm am 3. Juli 1982 die Bischofsweihe, Mitkonsekratoren waren der Bischof von San Miguel, José Eduardo Alvarez Ramírez CM, und der Erzbischof von San Salvador, Arturo Rivera y Damas SDB.
Gregorio Rosa Chávez war zudem Generalvikar des Erzbistums, Präsident der Caritas für Lateinamerika und die Karibik sowie der nationalen Caritas.
Am 4. Oktober 2022 nahm Franziskus seinen altersbedingten Rücktritt an.

### Kardinal
Im Konsistorium vom 28. Juni 2017 nahm ihn Papst Franziskus als Kardinalpriester von Santissimo Sacramento a Tor de’ Schiavi in das Kardinalskollegium auf. Die Besitzergreifung seiner Titelkirche fand vier Tage später statt. Durch die Aufnahme in das Kardinalskollegium ist Gregorio Rosa Chávez der einzige Weihbischof weltweit, der das Kardinalsamt bekleidet.
Am 23. Dezember 2017 ernannte ihn der Papst zum Mitglied des Dikasteriums für die ganzheitliche Entwicklung des Menschen.

## Wirken
Gregorio Rosa Chávez’ Ziehvater war der von Papst Franziskus 2015 seliggesprochene Óscar Romero, Erzbischof von El Salvador und Befreiungstheologe, der als Zelebrant während einer Messe von einem durch die Fuerza Armada de El Salvador mit dem Mord beauftragten Soldaten erschossen wurde. Sein Tod markierte den Beginn des Bürgerkriegs in El Salvador.
Rosa Chavez gilt als der Sachwalter des geistlichen und kirchenpolitischen Erbes von Romero. Ohne sich einschüchtern zu lassen, führte er Romeros Praxis fort, in den Sonntagspredigten Gewalt und Unrecht im Lande anzusprechen und die Namen der Opfer zu nennen. Daraufhin wurde er 1982 und 1983 von Rechtsradikalen, darunter der Brigada Anti-Comunista Maximiliano Hernández, einer Todesschwadron, bedroht, ebenso wie Erzbischof Arturo Rivera y Damas. Im Bürgerkrieg unterstützte er Arturo Rivera y Damas und Emil Stehle bei deren Verhandlungen mit Vertretern der Guerilla und der Armee, die zur Freilassung von Entführten und Gefangenen führten.
Chávez ist Friedensbotschafter über Landesgrenzen hinaus, als Anwalt der Armen und der Jugend sowie Vermittler in Konflikten. Wiederholt prangerte er Gewalt und Brutalität in seiner Heimat an und forderte Friedensgespräche zwischen Regierung und den bewaffneten Gangs. Europa warf er eine verfehlte Flüchtlingspolitik vor.